# Mycterophora
Mycterophora is een geslacht van vlinders van de familie spinneruilen (Erebidae), uit de onderfamilie Calpinae.

## Soorten
- M. geometriformis Hill, 1924
- M. inexplicata Walker, 1862
- M. longipalpata Hulst, 1896
- M. monticola Hulst, 1896
- M. rubricans Barnes & McDunnough, 1918